# Грех њене мајке
Грех њене мајке је српска телевизијска серија снимана током 2009. године по мотивима романа Грех њене маме Милице Јаковљевић Мир-Јам.

## Радња
Радња серије је смештена у време пред Други светски рат у Краљевини Југославији. Серија прати Неду, девојку која је веома млада остала на трагичан начин без родитеља. Сама на свету, почиње борбу за место у друштву и животу покушавајући да схвати шта је то њена мајка некад учинила и због чега она мора да испашта њен „грех“.
Искушења кроз која пролази и препреке које мора да савлада учиниће Неду способном да се на прави начин суочи са светом у коме живи и да у њему нађе своје место и заслужи срећу.
На почетку серије упознајемо младу студенткињу из Сремских Карловаца, Ранку, која на светосавском балу упознаје младића Светислава у кога се заљубљује и након једногодишње везе они се вере. На распусту у Карловцима Ранка сусреће згодног и богатог банкара Душана за кога се убрзо удаје. Светислав не може да преболи раскид са Ранком и покушава да изврши самоубиство. Неколико година касније Ранка и Светислав се поново срећу. Она има ћерку Неду и несрећна је у свом браку, а Светислав се никада није женио, живи повучено на свом имању. Ту ће се разболети и умрети оставивши свом сестрићу Бојану необичан завет.

## Епизоде
Серија „Грех њене мајке” има 18 епизода.

## Улоге
| Глумац              | Улога                      |
| ------------------- | -------------------------- |
| Ивана Јовановић     | Неда Павловић/Ивана Марић  |
| Иван Босиљчић       | Бојан Михајловић           |
| Марија Вицковић     | Ранка Павловић             |
| Синиша Убовић       | Душан Павловић             |
| Милош Ђуричић       | Светислав Станојевић       |
| Весна Станојевић    | Вука Перић                 |
| Марија Круљ         | Мери                       |
| Славиша Чуровић     | Џон                        |
| Маринко Маџгаљ      | Коста Божић                |
| Јасмина Аврамовић   | Мара Божић                 |
| Маја Колунџија      | Габријела                  |
| Војин Ћетковић      | Јован Перић                |
| Ружица Сокић        | Аница Перић                |
| Катарина Јанковић   | Душанка Перић              |
| Бојана Грабовац     | Олга Перић                 |
| Милан Васић         | Митко Борић                |
| Небојша Дугалић     | Добривоје Анђелковић       |
| Бранка Пујић        | Сара Анђелковић            |
| Тијана Печенчић     | Гордана Анђелковић         |
| Мина Милановић      | Радмила Анђелковић         |
| Бранислав Томашевић | Бранко                     |
| Милош Тимотијевић   | Сергеј                     |
| Марко Милановић     | Тоша                       |
| Слободан Роксандић  | Иван                       |
| Саша Јоксимовић     | Љубомир „Луле” Миливојевић |
| Тијана Чуровић      | Дуња Михајловић            |
| Драгана Милошевић   | Бранкица Михајловић        |
| Душан Каличанин     | Воја Михајловић            |
| Горан Даничић       | Обрад Петровић             |
| Јелица Сретеновић   | Јегда Петровић             |
| Бојан Кривокапић    | Милија Петровић            |
| Вишња Сретеновић    | Грозда Петровић            |
| Соња Јауковић       | Спасенија                  |
| Даница Максимовић   | Соја                       |
| Јелена Тркуља       | Босиљка                    |
| Никола Ђуричко      | Димитрије Алексић          |
| Томо Курузовић      | поштар                     |
| Јадранка Селец      | Вера Миливојевић           |
| Милица Грујичић     | Зора                       |
| Јелена Ракочевић    | Ливија                     |

## Награде
- Награду за најбољи Глумачки пар године по избору читалаца ТВ Новости добили су Ивана Јовановић за улогу Неде и Иван Босиљчић за улогу Бојана на Филмским сусретима у Нишу 2010. године.[6]